# Модель узгодженості
Модель узгодженості - підхід, який використовується розподілених системах (розподіленій спільній пам'яті, СКБД, файловій системі ), для забезпечення гарантій узгодженості даних .
Основні моделі узгодженості:
- сувора узгодженість
- послідовна узгодженість
- причинна узгодженість
- PRAM-узгодженість[en]
- процессорна узгодженість[en]
- слабка узгодженість[en]
- узгодженість у кінцевому рахунку[en]
- узгодженість на момент публікації[en]
- узгодженість при записі

Слід звернути увагу на питання лінеаризованості програми, в якій замість операцій читання і запису використовуються операції над об'єктами (наприклад, функції, методи), а стан пам'яті - це стан об'єктів. Лінеаризовані програми використовуються для систем з об'єктною організацією спільної пам'яті . На відміну від решти систем, такі програми не можуть безпосередньо використовувати спільні змінні (тобто стан об'єктів), а лише через спеціальні функції/методи (операції). Для цих систем лінеаризовність збігається із суворою узгодженістю.

## Сувора узгодженість
Сувора узгодженість англ. Strict consistency –  це найсильніша модель узгодженості. В рамках цієї моделі запис у змінну будь-яким процесором має миттєво ставати видимим усім іншим процесорам.
Можна уявити, ніби існує глобальний годинник, який відміряє час відрізками, періодами або квантами. Наприкінці кожного кванта, кожен запис повинен відобразитися у всіх вузлах. Наступна операція може відбутися лише в наступному часовому інтервалі.
Це детермінована модель. В ній програміст завжди отримує очікуваний результат. Проте її практичне застосування в розподілених системах обмежується уявними експериментами та формалізмом, оскільки миттєвий обмін повідомленнями неможливий. Вона не дає відповіді на питання про вирішення конфліктів при одночасному записі в один і той же елемент даних, тому що початково припускає неможливість одночасного запису.